# Agallia constricta
Espèce
Agallia constricta est une  espèce d'insectes hémiptères de la famille des Cicadellidae, originaire des États-Unis.
Cette cicadelle est un vecteur de phytovirus, notamment le virus des tumeurs de blessures (WTV) et le virus de la jaunisse nanisante de la pomme de terre (PYDV).